# Draugr (planeta)
Draugr (también denominado PSR B1257+12 b) es un exoplaneta (o planeta extrasolar) que orbita el púlsar Lich aproximadamente a 2315 años luz de distancia en la constelación de Virgo. El planeta es el objeto más interno en órbita alrededor del púlsar Lich, es decir, un planeta de púlsar en un sistema estelar muerto. Es casi dos veces más masivo que la Luna, y era considerado como el planeta menos masivo conocido, incluso de entre los planetas en el sistema solar. hasta que fue superado en 2013 por Kepler-37b, un planeta tan masivo como la Luna.

## Nombre

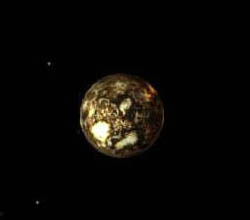
Dibujo artístico del planeta Draugr.

Los planetas de Lich eran designados de la A a la D (ordenados por el aumento de la distancia). La razón de que estos planetas no sean nombrados igual que otros planetas extrasolares es principalmente debido a la fecha de descubrimiento. Siendo los primeros planetas extrasolares descubiertos y en ser descubiertos en torno a un pulsar, a los planetas se dieron las letras mayúsculas "B" y "C" (al igual que otros planetas). Cuando un tercer planeta fue descubierto alrededor del sistema (en una órbita más cerca que los otros dos), el nombre de "A" se empezó a utilizar comúnmente. El nombre del planeta extrasolar 51 Pegasi b (el primer planeta encontrado alrededor de una estrella como el Sol), fue la idea utilizada para nombrar a los planetas. Aunque no se cambió oficialmente el nombre de estos planetas pulsares, algunos científicos los nombras por sus nombres equivalentes al resto de planetas. Draugr estaba catalogado como "PSR 1257 +12 b" en La Enciclopedia de los Planetas Extrasolares.